# Abelia chinensis
Abelia chinensis es el nombre botánico de una de las especies más resistentes del género Abelia. Se trata de un arbusto de hasta 2 m de altura, extenso y frondoso, originario de China.

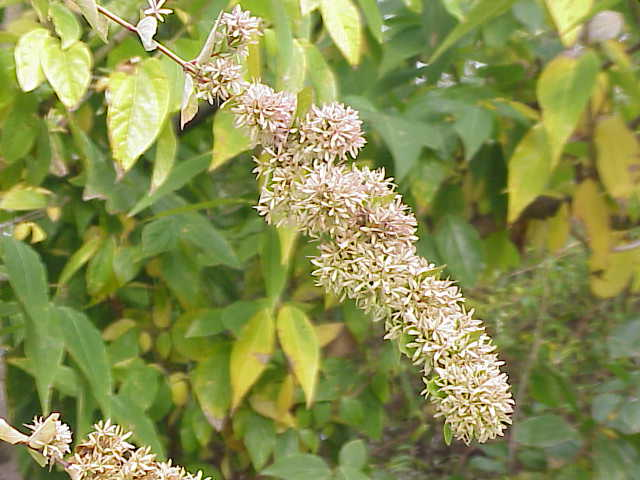
Inflorescencia

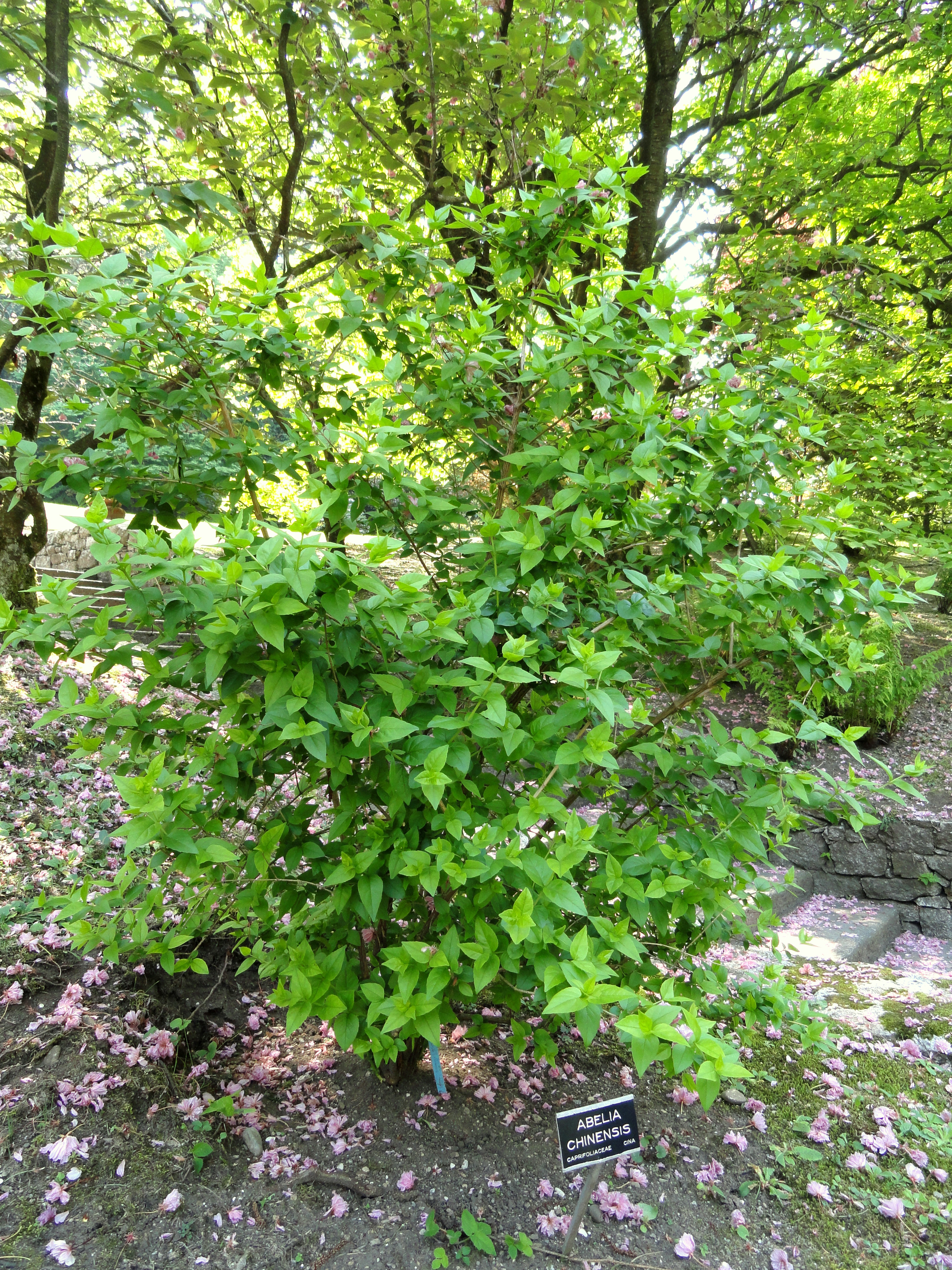
Vista de la planta

## Descripción
Caducifolio o semicaducifolio, de tallo rojizo, los jóvenes cubiertos de una leve pubescencia de ese mismo color. Hojas ovadas, con los márgenes ligeramente dentados, de color verde claro brillante que se tornan moradas en otoño, agudas, de base atenuada o redondeada, de 2,4-4 × 1-3 cm. Pequeñas flores durante el verano y principios del otoño, de olor suave, distribuidas en pequeñas panículas blancas, dispuestas normalmente en pares sobre cada pedúnculo. Cáliz con 5 sépalos, oblanceolados, ligeramente tomentosos, de unos 6 mm de largo, rosa pálido que permanece bastante tiempo después de la caída de la flor. Corola en forma de embudo, de unos 12 mm de longitud, de color blanco o con tintes rosados. Los estambres y carpelo sobresalen a la corola.

## Usos
En jardinería se utiliza para arriates y parterres, setos, etc. También es apropiada como planta melífera.

## Otros datos
- Fue descubierta en 1817 por Clarke Abel durante su estancia en China
- Se puede multiplicar por esquejes y acodo
- Prospera en suelos fértiles y bien drenados, a pleno sol o semisombra. No aguanta muy bien las heladas

## Taxonomía
Abelia chinensis fue descrita por Robert Brown y publicado en Narrative of a Journey in the Interior of China App. B: 376. 1818.
Etimología
Abelia: nombre genérico otorgado por Robert Brown en 1818 en honor al médico y naturalista británico Clarke Abel (1780 - 1826) que lo introdujo en Europa desde China, donde descubrió el género.
chinensis: epíteto geográfico que alude a su localización en China.
Sinonimia
- Abelia hanceana Mart. ex Hance
- Abelia rupestris Lindl.
- Linnaea aschersoniana Graebn.
- Linnaea chinensis (R. Br.) A. Braun & Vatke
- Linnaea rupestris (Lindl.) A. Braun & Vatke[4][5]